# Frédéric Prinz von Anhalt
Pour les articles homonymes, voir Prinz et Anhalt.
Frédéric Prinz von Anhalt, né Hans Georg Robert Lichtenberg en 1943 à Bad Kreuznach en Rhénanie-Palatinat, Allemagne, est une célébrité américaine d'origine allemande. 

## Biographie
Fils de Ferdinand Lichtenberg, un officier de police dans le village viticole de Wallhausen près de Bad Kreuznach et de sa femme Barbara, il termine d'abord une formation professionnelle de boulanger, travaille dans des marchés de gros avant de diriger plusieurs clubs de sauna et boîtes de nuit à la clientèle huppée dans la Ruhr.   
Riche de 4,5 millions de marks, il déménage à Munich. Il fait la connaissance d'Hans-Hermann Weyer, ex-décorateur devenu homme d'affaires puis consul honoraire de Bolivie au Luxembourg. Weyer lui présente l'aristocrate Marie-Auguste von Anhalt (1898-1983), 81 ans, descendante de la Maison d'Ascanie ayant régné sur le duché d’Anhalt jusqu'en 1918 et dont le premier mari était Joachim de Prusse (1890-1920), sixième enfant du Kaiser Guillaume II  de la Maison de Hohenzollern, au destin tragique. Depuis les années 1950, Marie-Auguste von Anhalt était employée comme réceptionniste au siège de WASAG-Chemie à Essen ; à la mort de son fils en 1975, âgée de 77 ans, elle prend sa retraite mais ne touche qu'une petite rente et vit dans une HLM.     
La vieille dame l'adopte en février 1980. Il s'engage à lui verser une rente mensuelle de 2 000 deutsche marks jusqu'à son décès en 1983. En contrepartie, il reçoit le patronyme de « Prinz von Anhalt » et change de prénom Hans dans la foulée, en Frédéric.    
Cette adoption ne fait pas de lui un membre de la noblesse, l'adoption et la transmission par voie féminine n'entrant pas dans les règles nobiliaires en vigueur en Allemagne et l'Etat allemand ne reconnaissant pas la noblesse et ne statuant jamais à ce sujet. L'usage du titre de Prince ne lui est pas reconnu. En effet, en Allemagne, les titres de noblesse ont été supprimés en 1919, à l'avènement de la République de Weimar. Mais juridiquement, rien ne s'oppose à ce que chaque titre puisse être substantivé et en tant que tel, devenir partie intégrante d'un nom de famille enregistré et dont le port est légitime. Il ne saurait élever la moindre prétention héréditaire attachée à un lignage royal ou aristocratique. Cependant, Frédéric Prinz von Anhalt / Lichtenberg se qualifie lui-même de « Prinz Frédéric von Anhalt, Duc de Saxe et de Westphalie, Comte d'Ascanie ».  
Quoi qu'il en soit, la maison d'Anhalt-Askanien s'agrandit alors de façon miraculeuse. La vieille dame adoptera une trentaine d'adultes. Prinz von Anhalt / Lichtenberg se marie six fois, dont un mariage qui lui rapporte quatre millions de dollars, et adoptera six adultes, dont un propriétaire de mine de diamants, des propriétaires de clubs de fitness mais aussi des exploitants de bordels. Il décernera en outre le titre de Chevalier à plus d'une soixantaine de personnes contre 50 000 $. Il déclarera au Hollywood Reporter que ces adoptions lui ont rapporté au moins dix millions de dollars, les Américains étant fascinés par la royauté et l'aristocratie.   
Le chef de la lignée Édouard d'Anhalt essaie bien de le freiner puis le poursuit en justice, mais sans succès. Il constatera un jour que Frédéric Prinz von Anhalt / Lichtenberg a commercialisé sa maison « comme une marque de saucisses ». En revanche, il n'aurait jamais réglé à Weyer les 200 000 marks de commission.    
En 2016, Frédéric Prinz von Anhalt / Lichtenberg révèle dans un documentaire intitulé Prinz Hollywood – Frédéric von Anhalt produit par la premiere chaîne allemande de television ARD, avoir acheté son adoption, effectivement négociée par l'homme d'affaires et trafiquant de titres allemand Hans-Hermann Weyer. Il précisa au magazine Bild qu'il n'avait jamais payé un pfennig de la commission qui aurait été convenue avec Hans-Hermann Weyer : « Il (Weyer) a cru que je le paierais tout aussi royalement. Malheureusement, mes chèques n'étaient pas couverts. Mais lorsqu'il s'en est aperçu, je n'étais plus en Allemagne. J'avais pris le premier avion pour l'Amérique (après le décès de Marie Auguste von Anhalt) ». Weyer envoya un huissier à la propriété de Bel Air, quartier de Los Angeles où Frédéric Prinz von Anhalt s'était établi en 1984, mais lorsque ce dernier se présenta, Zsa Zsa Gabor, à l'époque son amie, lui affirma qu'il n'était que son « garçon d'écurie » et ne possédait rien de saisissable.

## Mariage avec Zsa Zsa Gabor
En 1984, après le décès de Marie Auguste von Anhalt, Frédéric Prinz von Anhalt déménage aux États-Unis, devenant mondain et vivant un style de vie sulfureux à Los Angeles. Il s’est introduit dans une fête organisée par le scénariste Sidney Sheldon et rassemblant des célébrités. Là, il fait la connaissance de l'actrice hongroise Zsa Zsa Gabor (1917-2016), de 26 ans son aînée. Ils s'apprécient mutuellement, depuis il séjourne chez elle quand il n'est pas en Allemagne. 
En 1985, il monte un coup fumant pour devenir célèbre. Il loue un uniforme bien médaillé et se rend en carosse à quatre laquais au festival du film au Bayerischer Hof de Munich. Lorsqu'il s'y arrête, les portiers forment une file pour retenir la foule, les flashes des photographes crépitent, une équipe ZDF filme le tout. Après cette apparition, Frédéric Prinz von Anhalt disparait dans la nuit. L'événement n'est pas si important, mais le désordre semé dans les médias l'est beaucoup. Frédéric Prinz von Anhalt sera imité notamment par les Kardashian.
Le 14 août 1986, Gabor l'épouse. C'est son septième mariage. C'est le neuvième de Gabor, mais légalement le huitième, car son mariage avec Felipe de Alba avait été annulé, puisqu'elle était toujours mariée à Michael O'Hara. Ce sera son union la plus durable. « Nous ne nous sommes pas mariés par amour », a déclaré Prinz von Anhalt. « C'était une amitié, mais quand tu es avec quelqu'un pendant un certain temps tu tombes amoureux. » Ou encore « Je n'étais pas amoureux de ma femme. Elle ne m'aimait pas. C'était un deal. Je sais qu'elle a profité de moi et j'ai profité d'elle. Et alors ? Est-ce que vous vous souciez d'une femme pendant 15 ans si vous ne l'aimez pas ? »
Elle sera son « ouvre-porte à Hollywood ». Grâce à elle, il rencontre Liz Taylor, Elon Musk, Arnold Schwarzenegger, Sylvester Stallone, Kylie Jenner des Kardashian. Zsa-Zsa Gabor affirmera que, peu de temps après leur mariage, elle avait failli organiser l'adoption de Frédéric Prinz von Anhalt par un membre de la famille royale britannique, dont elle n'a jamais révélé le nom. 
Depuis les années 2005, Francesca Hilton, née du mariage de Gabor avec le magnat de l’hôtellerie Conrad Hilton, est en conflit avec Frederic Prinz von Alhalt et l'accuse de ne pas prendre bien soin de sa mère, victime de chutes (2002) et de problèmes de santé, et de tenter d'accaparer sa fortune en altérant son testament. Lui, qui est devenu une sorte d'infirmier pour son épouse, riposte et accuse sa belle-fille en 2005 d’avoir contrefait la signature de l’actrice afin de contracter un prêt. Plus tard, il affirme que Francesca Hilton a subtilisé le testament de sa mère alors hospitalisée, mais en vain du fait de son pré-décès en janvier 2015. Francesca Hilton affirme de son côté que Frédéric Prinz von Anhalt a une mauvaise influence sur sa mère et qu'il influence Gabor à tel point qu'elle a voulu un enfant par GPA à l'âge de 94 ans ou se faire embaumer. Frédéric Prinz von Anhalt finit par vouloir lui interdire de rendre visite à sa mère et lui intenter un procès en diffamation mais Gabor refuse de signer l'assignation contre sa fille et la demande est rejetée. 
À la mort de Zsa-Zsa Gabor en décembre 2016, à l’âge de 99 ans, Frédéric Prinz von Anhalt, seul héritier, reçoit la propriété de Bel Air et tous ses actifs, alors que sa belle-fille, Francesca Hilton, devenue misérable, vivait dans des taudis ou dans sa voiture avant sa mort en 2015,.

## Politique
Le 25 janvier 2010, Frédéric Prinz von Anhalt annonce sa candidature pour le poste de Gouverneur de Californie. contre Meg Whitman, républicaine, ancienne présidente d’eBay et Jerry Brown, démocrate, avocat. 
À Zsa Zsa Gabor, 93 ans, clouée dans un fauteuil roulant, qui le croit devenu fou, il dit « Tu ferais bien de te préparer car tu vas être première dame ». Alors, elle répond : « Cela fait quatre-vingt-treize ans que j’attends ça ! ». Mais Zsa Zsa reçoit une prothèse à la hanche après avoir chuté de son lit. La plaie s'infectera. Frédéric Prinz von Anhalt retirera sa candidature le 2 août 2010.
En octobre 2011, il a annoncé sa candidature à la mairie de Los Angeles aux élections de 2013. Il a annoncé via un grand panneau d'affichage sur Sunset Boulevard. Il n'a pas poursuivi cette campagne et n'a pas figuré sur le bulletin de vote. 
Prinz von Anhalt a exprimé son soutien à Donald Trump dans plusieurs interviews et apparitions télévisées allemandes. 
Le 18 septembre 2017, Prinz von Anhalt a de nouveau annoncé sa candidature au poste de gouverneur de Californie, cette fois aux élections de 2018. 

## Liaison avec Anna Nicole Smith
Le 9 février 2007, Prinz von Anhalt a déclaré qu'il avait eu une liaison de dix ans avec Anna Nicole Smith et qu'il pourrait potentiellement être le père de sa petite fille Dannielynn Birkhead , mais en mars, il a été déterminé que l'ancien petit ami de Smith, Larry Birkhead, était le père biologique. 

## Vol
Il fait le gros titre du Beverly Hills Courier du 1er juin 1989. Des voleurs lui dérobent 300 dollars.
Le 25 juillet 2007, alors qu'il est dans sa Rolls-Royce Phantom dans le sud de la Californie, Prinz von Anhalt aurait été approché par trois femmes qu'il décrit comme attirantes. Elles lui demandent de poser pour des photos avec lui, mais l'une des femmes le menace d'une arme, pendant qu'une autre prend ses clés de voiture, ses bijoux, son portefeuille, son permis de conduire et tous ses vêtements. Ensuite, ses assaillantes le bâillonnent et lui passent des menottes. Il réussit à se dégager et à appeler les autorités sur un téléphone cellulaire. Environ une heure plus tard, la police de Los Angeles le retrouve complètement nu. Aucune menotte n'est retrouvée sur les lieux. Les suspects sont apparemment partis dans un Chrysler cabriolet.

## Adoptions d'adultes
Frédéric Prinz von Anhalt a adopté plusieurs adultes :   
- Oliver Prinz von Anhalt (1971-2016 nom de naissance: Oliver Bendig)
- Marcus Prinz von Anhalt (nom de naissance: Marcus Eberhardt)
- Michael Prinz von Anhalt (nom de naissance: Michael Killer)
- Markus Maximilian Prinz von Anhalt (nom de naissance: Markus Chapelar)
- Ferdinand Prinz von Anhalt (nom de naissance: Markus Wölfert)
- Fabrice Prinz von Anhalt (nom de naissance: inconnu)
- Albrecht Prinz von Anhalt (nom de naissance: inconnu)
- Kevin Prinz von Anhalt (nom de naissance: Kevin Feucht)[11]